# Ủy ban Thường vụ Quốc hội Lào
Ủy ban Thường vụ Quốc hội Lào (tiếng Lào: ຄະນະປະຈຳສະພາແຫ່ງຊາດ, Kha na pa jam Sapha Heng Xat) là cơ quan thường trực của Quốc hội Lào, có vai trò thay mặt Quốc hội thực hiện các quyền và nhiệm vụ được quy định trong luật khi Quốc hội không họp.

## Tổ chức
Ủy ban Thường vụ Quốc hội gồm Chủ tịch Ủy ban Thường vụ Quốc hội, các Phó Chủ tịch Ủy ban Thường vụ Quốc hội và các ủy viên thường vụ.
Chủ tịch Quốc hội và các Phó Chủ tịch Quốc hội lần lượt là Chủ tịch Ủy ban Thường vụ Quốc hội và các Phó Chủ tịch Ủy ban Thường vụ Quốc hội.
Ủy viên Thường vụ Quốc hội do Quốc hội quyết định và bỏ phiếu bầu tại phiên họp thứ nhất của Quốc hội. Các ủy viên thường vụ quốc hội là các Chủ nhiệm Ủy ban trực thuộc Quốc hội, bao gồm cả Thư ký Quốc hội.
Trong trường hợp khuyết thành viên trong Quốc hội, Ủy ban Thường vụ Quốc hội giới thiệu nhân sự để Quốc hội bầu tại kỳ họp gần nhất.
Thành viên Ủy ban Thường vụ Quốc hội không đồng thời được giữ chức vụ thuộc Chính phủ.

## Nhiệm kỳ
Nhiệm kỳ thành viên Ủy ban Thường vụ Quốc hội tương ứng với nhiệm kỳ của Quốc hội. Theo quy định của Hiến pháp Lào, Quốc hội có nhiệm kỳ 5 năm, do đó nhiệm kỳ Ủy ban Thường vụ Quốc hội là 5 năm.
Nhiệm kỳ của Ủy ban Thường vụ Quốc hội được bắt đầu được tính kể từ khi Quốc hội bầu và kết thúc khi Quốc hội khóa mới bầu ra Ủy ban Thường vụ Quốc hội khóa mới.

## Chức năng nhiêm vụ
Điều 48 Hiến pháp Cộng hòa Dân chủ Nhân dân Lào quy định "Ủy ban thường vụ Quốc hội có các quyền và nhiệm vụ sau đây:
1. Chuẩn bị cho kỳ họp của Quốc hội và bảo đảm Quốc hội thực hiện chương trình hoạt động của Quốc hội đã đề ra;
2. Diễn giải, giải thích các quy định của hiến pháp và pháp luật;
3. Kiểm tra, giám sát hoạt động của các tổ chức hành chính, tư pháp trong thời gian Quốc hội không họp;
4. Triệu tập Quốc hội thành các kỳ họp;
5. Thực hiện các quyền khác và các nhiệm vụ khác theo quy định của pháp luật.

Luật tổ chức Quốc hội Lào ghi chi tiết về từng nhóm quyền hạn và nhiệm vụ:

### Lập pháp
Trong giai đoạn giữa hai phiên họp của Quốc hội, Ủy ban Thường vụ Quốc hội có quyền hạn và nhiệm vụ liên quan các vấn đề lập pháp sau:
1. Diễn giải, giải thích Hiến pháp, luật;
2. Nghiên cứu việc xây dựng, sửa đổi luật trình Quốc hội xem xét, thông qua;
3. Nghiên cứu, xem xét, xây dựng các dự thảo trình Chủ tịch nước phê duyệt;
4. Chỉ đạo công tác tuyên truyền, phổ biến Hiến pháp, pháp luật và các quy định khác;
5. Ban hành các nghị quyết, quyết định, hướng dẫn thi hành luật, quy định và các hoạt động khác do Ủy ban phụ trách;
6. Nhất trí về việc phê chuẩn các công ước mà Cộng hòa Dân chủ Nhân dân Lào là thành viên và các hiệp định quốc tế cấp nhà nước theo đề nghị của Thủ tướng Chính phủ;
7. Cử, rút đại sứ ở nước ngoài, ở khu vực và quốc tế;
8. Xây dựng, đề xuất các kỳ họp Quốc hội xem xét, thông qua phương hướng công tác hàng năm và 5 năm của Quốc hội;
9. Chuẩn bị và triệu tập các kỳ họp của Quốc hội, các cuộc họp chung với Chính phủ và các cơ quan tư pháp và hành pháp.

### Hành pháp
Trong giai đoạn giữa hai phiên họp của Quốc hội, Ủy ban Thường vụ Quốc hội có quyền hạn và nhiệm vụ liên quan các vấn đề hành pháp cơ bản sau:
1. Thay mặt Quốc hội xem xét, quyết định vấn đề chiến tranh hoặc hòa bình;
2. Quan hệ, hợp tác với tổ chức nghị viện nước ngoài, khu vực và quốc tế;
3. Báo cáo Quốc hội tình hình thực hiện nhiệm vụ giữa hai kỳ họp;
4. Thẩm tra giải tán Hội đồng nhân dân cấp tỉnh trong trường hợp Hội đồng nhân dân đó làm thiệt hại lớn đến lợi ích quốc gia, dân tộc.

### Kinh tế xã hội
Ủy ban Thường vụ Quốc hội có quyền hạn và nhiệm vụ liên quan các vấn đề kinh tế xã hội sau:
1. Nghiên cứu kế hoạch chiến lược, kế hoạch phát triển kinh tế - xã hội, kế hoạch ngân sách nhà nước và sửa đổi bổ sung ngân sách nhà nước;
2. Nghiên cứu các chính sách tài chính cơ bản, tiền tệ, điều chỉnh tỷ lệ bội chi ngân sách, tỷ lệ nợ Chính phủ, tỷ lệ nợ công;
3. Nghiên cứu và xem xét việc miễn giảm thuế và các nghĩa vụ;
4. Thẩm tra báo cáo tổng kết tình hình thực hiện kế hoạch ngân sách nhà nước hàng năm trình Quốc hội.

### Tổ chức
Ủy ban Thường vụ Quốc hội có quyền hạn và nhiệm vụ liên quan các vấn đề tổ chức Quốc hội sau:
1. Nghiên cứu cơ cấu, vai trò, quyền và nhiệm vụ của tổ chức Quốc hội;
2. Chỉ định Ủy ban bầu cử quốc gia và chuẩn bị bầu cử đại biểu Quốc hội và đại biểu Hội đồng Nhân dân tỉnh.
3. Xem xét việc điều động, cử đại biểu Quốc hội đảm nhiệm công việc khác theo đề xuất của các bên liên quan;
4. Chỉ định đại biểu Quốc hội vào làm thành viên của từng ủy ban;
5. Bổ nhiệm, điều động, miễn nhiệm lãnh đạo các tổ chức thuộc Quốc hội;
6. Bổ nhiệm, điều động, miễn nhiệm Thẩm phán Tòa án nhân dân tối cao, Phó Chánh án Tòa án quân sự tối cao theo đề nghị của Chánh án Tòa án nhân dân tối cao;
7. Bổ nhiệm, điều động, miễn nhiệm Thẩm phán Tòa án nhân dân địa phương theo đề nghị của Chánh án Tòa án nhân dân tối cao sau khi được Ủy ban thường vụ Hội đồng nhân dân cấp tỉnh phê chuẩn.

### Giám sát
Ủy ban thường vụ Quốc hội có các quyền và trách nhiệm giám sát sau đây:
1. Theo dõi việc thi hành Hiến pháp, luật, nghị quyết của Quốc hội, nghị quyết của Ủy ban Thường vụ Quốc hội, kế hoạch phát triển kinh tế - xã hội, kế hoạch ngân sách nhà nước và chương trình của Chính phủ;
2. Theo dõi hoạt động của Văn phòng Viện kiểm sát nhân dân tối cao, Tòa án nhân dân tối cao, Cơ quan Kiểm toán nhà nước, Cơ quan Thanh tra Chính phủ;
3. Đình chỉ việc thi hành pháp luật của Chính phủ, Thủ tướng Chính phủ, Bộ trưởng, Viện trưởng Viện kiểm sát nhân dân tối cao, Chánh án Tòa án nhân dân tối cao, Chủ tịch Kiểm toán Nhà nước, Chủ tịch Hội đồng nhân dân cấp tỉnh trái với Hiến pháp, luật, nghị quyết của Quốc hội, trừ quyết định tố tụng của Viện kiểm sát nhân dân tối cao, Tòa án nhân dân tối cao;
4. Tiếp nhận, xem xét và giải quyết các yêu cầu khiếu nại của nhân dân.

## Thành viên Ủy ban Thường vụ

### Khóa IX (2021-2026)
| Chức vụ                       | Tên                   | Chức vụ Quốc hội                                            | Chức vụ trong Đảng                        | Ghi chú                          |
| ----------------------------- | --------------------- | ----------------------------------------------------------- | ----------------------------------------- | -------------------------------- |
| Chủ tịch Ủy ban Thường vụ     | Saysomphone Phomvihan | Chủ tịch Quốc hội                                           | Ủy viên Bộ Chính trị XI                   |                                  |
| Phó chủ tịch Ủy ban Thường vụ | Sounthone Xayachak    | Phó chủ tịch Quốc hội                                       | Bí thư Trung ương Đảng khóa XI            |                                  |
| Phó chủ tịch Ủy ban Thường vụ | Chaleun Yiapaoher     | Phó chủ tịch Quốc hội                                       | Ủy viên Trung ương Đảng khóa XI           |                                  |
| Phó chủ tịch Ủy ban Thường vụ | Sommad Pholsena       | Phó chủ tịch Quốc hội                                       | Ủy viên Trung ương Đảng khóa XI           |                                  |
| Phó chủ tịch Ủy ban Thường vụ | Khambay Damlath       | Phó chủ tịch Quốc hội                                       | Ủy viên Trung ương Đảng khóa XI           |                                  |
| Phó chủ tịch Ủy ban Thường vụ | Souvone Leuangbounmy  | Phó chủ tịch Quốc hội                                       | Ủy viên Trung ương Đảng khóa XI           |                                  |
| Ủy viên Ủy ban Thường vụ      | Chaleun Yiapaoher     | Chủ nhiệm Ủy ban Pháp luật Quốc hội                         | Ủy viên Trung ương Đảng khóa XI           | kiêm nhiệm Phó Chủ tịch Quốc hội |
| Ủy viên Ủy ban Thường vụ      | Leeber Leebuapao      | Chủ nhiệm Ủy ban Kế hoạch – Tài chính và Kiểm toán Quốc hội | Ủy viên Trung ương Đảng khóa XI           |                                  |
| Ủy viên Ủy ban Thường vụ      | Pingkham Lasasimma    | Tổng Thư ký Quốc hội                                        | Ủy viên Trung ương Đảng khóa XI           |                                  |
| Ủy viên Ủy ban Thường vụ      | Linkham Duangsavanh   | Chủ nhiệm Ủy ban Kinh tế, Công nghệ và Môi trường Quốc hội  | Ủy viên dự khuyết Trung ương Đảng khóa XI |                                  |
| Ủy viên Ủy ban Thường vụ      | Thoummaly Vongphachan | Chủ nhiệm Ủy ban Văn hóa - Xã hội Quốc hội                  | Ủy viên Đảng đoàn Quốc hội                |                                  |
| Ủy viên Ủy ban Thường vụ      | Khamchan Sotapaseth   | Chủ nhiệm Ủy ban các Dân tộc Quốc hội                       | Ủy viên Đảng đoàn Quốc hội                |                                  |
| Ủy viên Ủy ban Thường vụ      | Vongsak Phanthavong   | Chủ nhiệm Ủy ban Quốc phòng An ninh Quốc hội                | Ủy viên Đảng đoàn Quốc hội                |                                  |
| Ủy viên Ủy ban Thường vụ      | Khampheng Vilaphan    | Chủ nhiệm Ủy ban Tư pháp Quốc hội                           | Ủy viên Đảng đoàn Quốc hội                |                                  |
| Ủy viên Ủy ban Thường vụ      | Sunya Praseth         | Chủ nhiệm Ủy ban Đối ngoại Quốc hội                         | Ủy viên Đảng đoàn Quốc hội                |                                  |
| Ủy viên Ủy ban Thường vụ      | Suban Savabud         | Chủ nhiệm Ủy ban các vấn đề đại biểu Quốc hội               | Ủy viên Đảng đoàn Quốc hội                |                                  |

### Khóa VIII (2016-2021)
| Chức vụ                       | Tên                   | Chức vụ Quốc hội                                            | Chức vụ trong Đảng                                           | Ghi chú                                                                                        |
| ----------------------------- | --------------------- | ----------------------------------------------------------- | ------------------------------------------------------------ | ---------------------------------------------------------------------------------------------- |
| Chủ tịch Ủy ban Thường vụ     | Pany Yathotou         | Chủ tịch Quốc hội                                           | Ủy viên Bộ Chính trị khóa X, XI                              |                                                                                                |
| Phó chủ tịch Ủy ban Thường vụ | Sengnoun Xayyalath    | Phó chủ tịch Quốc hội                                       | Bí thư Trung ương Đảng khóa X Ủy viên Trung ương Đảng khóa X |                                                                                                |
| Phó chủ tịch Ủy ban Thường vụ | Somphanh Phengkhammy  | Phó chủ tịch Quốc hội                                       | Ủy viên Trung ương Đảng khóa X                               |                                                                                                |
| Phó chủ tịch Ủy ban Thường vụ | Bounpone Bouttanavong | Phó chủ tịch Quốc hội                                       | Ủy viên Trung ương Đảng khóa X                               |                                                                                                |
| Phó chủ tịch Ủy ban Thường vụ | Sisay Leudetmounsone  | Phó chủ tịch Quốc hội                                       | Ủy viên Trung ương Đảng khóa X, Ủy viên Bộ Chính trị khóa XI | Từ tháng 2/2021 là Trưởng ban Ban Tổ chức Trung ương Đảng                                      |
| Ủy viên Ủy ban Thường vụ      | Saithong Keoduangdy   | Chủ nhiệm Ủy ban Pháp luật Quốc hội                         | Ủy viên Đảng đoàn Quốc hội                                   |                                                                                                |
| Ủy viên Ủy ban Thường vụ      | Bounpone Sisoulath    | Chủ nhiệm Ủy ban Kinh tế, Công nghệ và Môi trường Quốc hội  | Ủy viên Đảng đoàn Quốc hội                                   |                                                                                                |
| Ủy viên Ủy ban Thường vụ      | Vilayvong Bouddakham  | Chủ nhiệm Ủy ban Kế hoạch – Tài chính và Kiểm toán Quốc hội | Ủy viên Trung ương Đảng khóa X                               | Từ tháng 4/2020 làm Bí thư Tỉnh ủy, Tỉnh trưởng Champasak. Quốc hội miễn nhiệm từ tháng 7/2020 |
| Ủy viên Ủy ban Thường vụ      | Leeber Leebouapao     | Chủ nhiệm Ủy ban Kế hoạch – Tài chính và Kiểm toán Quốc hội | Ủy viên Trung ương Đảng khóa XI                              | Quốc hội bầu tháng 7/2020                                                                      |
| Ủy viên Ủy ban Thường vụ      | Somphou Douangsavanh  | Chủ nhiệm Ủy ban Văn hóa - Xã hội Quốc hội                  | Ủy viên Đảng đoàn Quốc hội                                   |                                                                                                |
| Ủy viên Ủy ban Thường vụ      | Buaphan Leekaiya      | Chủ nhiệm Ủy ban các Dân tộc Quốc hội                       | Ủy viên Đảng đoàn Quốc hội                                   |                                                                                                |
| Ủy viên Ủy ban Thường vụ      | Khamsouk Vi Inthavong | Chủ nhiệm Ủy ban Quốc phòng An ninh Quốc hội                | Ủy viên Đảng đoàn Quốc hội                                   |                                                                                                |
| Ủy viên Ủy ban Thường vụ      | Buakham Thipphavong   | Chủ nhiệm Ủy ban Tư pháp Quốc hội                           | Ủy viên Đảng đoàn Quốc hội                                   |                                                                                                |
| Ủy viên Ủy ban Thường vụ      | Aeksavang Vongvichit  | Chủ nhiệm Ủy ban Đối ngoại Quốc hội                         | Ủy viên Đảng đoàn Quốc hội                                   |                                                                                                |
| Ủy viên Ủy ban Thường vụ      | Suansavanh Vignaket   | Tổng Thư ký Quốc hội                                        | Ủy viên Trung ương Đảng khóa XI                              |                                                                                                |